# Garba Lawal
Garba Lawal (Kaduna, 1974. május 22.) nigériai válogatott labdarúgó.

1. ↑  Olympedia (angol nyelven), 2006